# معركة مطار الجليبة
معركة مطار الجليبة وقعت عندما هاجم اللواء الثاني التابع لفرقة المشاة الرابعة والعشرون الأمريكي بنجاح المطار العسكري لمطار الجليبة العسكري في العراق الذي يقع على بعد 80 ميلا غرب البصرة في 27 شباط فبراير 1991 خلال معركة أم المعارك/حرب الخليج الثانية.

## المعركة

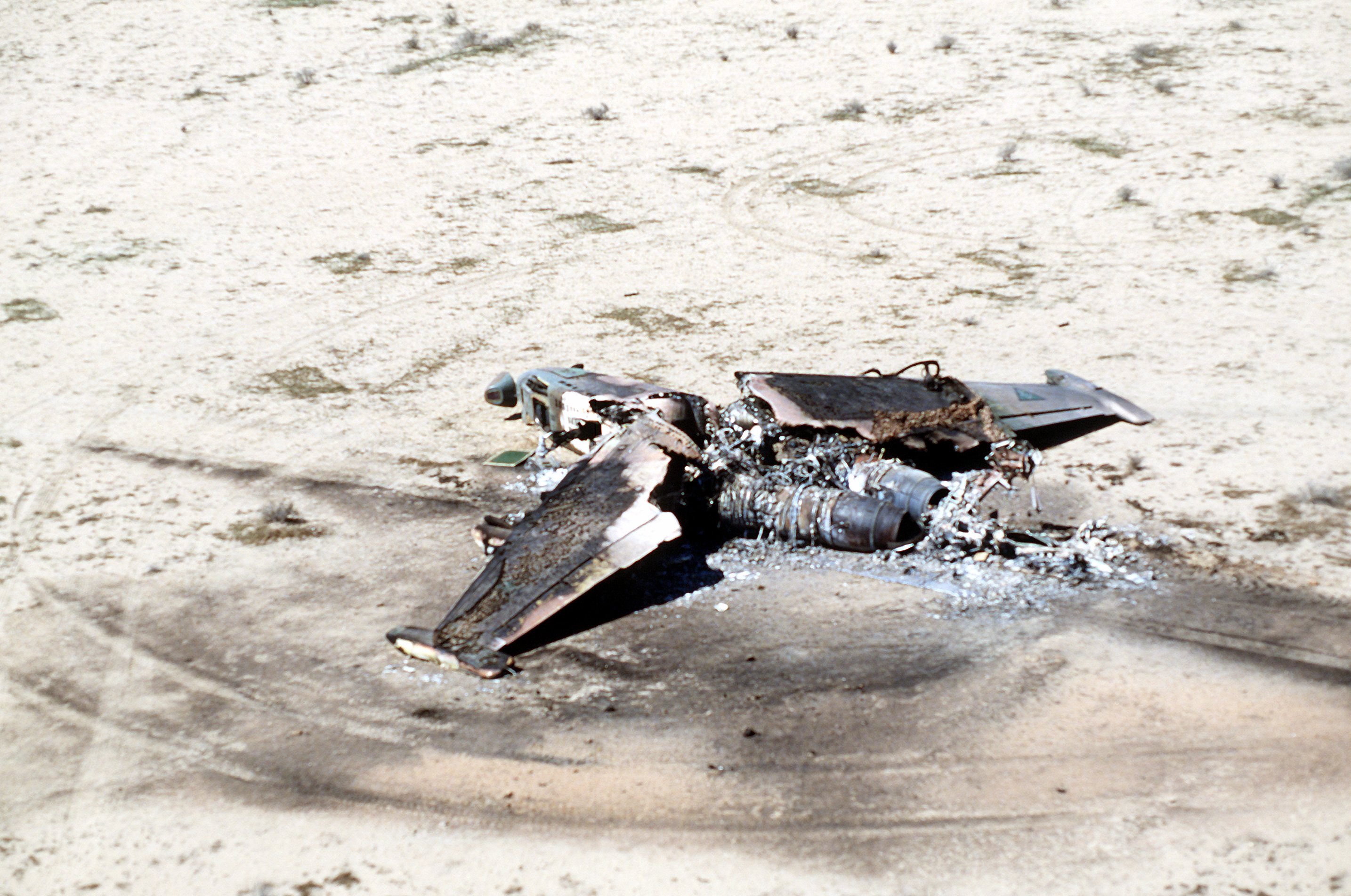
طائرة عراقية سوخوي سو-25 دمرت في الجليبة في 3 آذار مارس 1991.

أشار استطلاع الأقمار الصناعية والطائرات إلى وجود العديد من الحفر المتواجد بها الجنود العراقيين والمدافع المضادة للطائرات والدبابات قبل الهجوم على المطار. في الساعة 00/6 من صباح 27 شباط فبراير وبعد وابل مدفعي مكثف نقلت نحو 200 مركبة تابعة للواء الثاني بقيادة العقيد بول ج. كيرن إلى المطار واستولت عليه بعد أربع ساعات من القتال.
قال الملازم الثاني نيل كريتون أن الجنود العراقيين «حاولوا الاختباء في ملاجئ ضحلة وحاول البعض منهم الاستسلام وأن معظمهم تحركوا سريعا تحت وابل إطلاق النيران وأن المروحيات والطائرات المحترقة والجنود القتلى بدوا غير واقعيين تقريبا... جنودنا كانوا على قيد الحياة وكانت أسعد لحظة في حياتي». قال الرائد ديفيد س. بيرسون الذي كان قائدا لقوات المخابرات في اللواء الثاني إنه شعر في النهاية بأنه «مذنبون بأننا قد ذبحناهم ومذنبون بأننا قدمنا أدائنا بشكل جيد وأنهم بهذا السوء ومذنبون بأننا كنا نسعى لزيادة خسائرهم.. لقد كانوا مثل الأطفال الفارين منا بطريقة غير منظمة وبخوف متمنين أن ينتهي كل شيء. واصلنا في زيادة خسائرهم».
وقد أصيب جندي أمريكي واحد فقط بنيران العدو خلال المعركة. غير أنه في حالة الارتباك هذه أصيبت مركبات أم2 برادلي من المجموعة ج التابعة للكتيبة الثالثة من فوج المشاة الخامس عشر بطريق الخطأ بخمس قذائف من اليورانيوم المنضب أطلقتها دبابات المجموعة ج من الكتيبة الثالثة من فوج درع 69. تم إطلاق ما بين 15 و25 طلقة على ما وصفوه ب «دبابات 72» العراقية. أدى هذا الحادث إلى سقوط 10 ضحايا أمريكيين آخرين: اثنين قتلى وثمانية جرحى.

## مقابر جماعية
في 14 تشرين الثاني سنة 1991، ذكرت جريدة الثورة العراقية أن رعاة ماشية عراقيين من منطقة الجليبة عثروا على رفات جنود عراقيين قُتلوا في مواقعهم القتالية الدفاعية في منطقة الجليبة، وقال المواطنون الرعاة إنهم "شاهدوا آذار التعذيب على جثث الشهداء حيث تعرّض بعضهم لدهس السيارات وسحقهم بسرف الدبابات إلى جانب قصفهم بالطائرات وهم في مواضعهم الدفاعية.